# Hawthornden-Preis
Der Hawthornden-Preis, englisch Hawthornden Prize, ist der älteste Literaturpreis in Großbritannien. Etabliert im Jahr 1918, wird er seit 1919 in der Regel jährlich an Schriftsteller für ein Literaturwerk verliehen, das in den letzten zwölf Monaten veröffentlicht wurde und sich durch besondere Imagination auszeichnet. Die Gewinner werden von einem Komitee der Hawthornden Foundation ermittelt. Die Stiftung hat ihren Sitz auf Hawthornden Castle in der Nähe von Edinburgh.

## Geschichte
Hawthornden ist eine alte Baronie in den schottischen Midlands unweit von Edinburgh. Besonders die landschaftlich reizvolle Gegend um Hawthornden Castle, gelegen an einer dicht bewaldeten Schlucht des North Esk, inspiriert seit Jahrhunderten Künstler, Maler, Poeten, Dichter und Schriftsteller. Spätestens nachdem Ben Jonson, neben William Shakespeare der bedeutendste englische Dramatiker der Renaissance, im Jahr 1619 zu Fuß von London nach Edinburgh ging und den schottischen Dichter William Drummond of Hawthornden besuchte, gilt Hawthornden Castle als eine bedeutungsvolle Begegnungsstätte für Dichter und Denker.
Über die Stifterin des Literaturpreises, Alice Warrender (1857–1947), ist wenig bekannt. Sie wurde in Hawthornden geboren und war die zweite Tochter von Helen Purves-Hume-Campbell und Sir George Warrender, 6. Baronet of Lochend and Bruntsfield. Die alleinstehende und kinderlose Literatin wollte mit dem Preis junge britische Schriftsteller fördern, deren Werke sich durch außergewöhnliche Imagination auszeichnen. Formal wurde der Preis von ihr im Frühjahr 1918 etabliert, weshalb er als ältester Literaturpreis in Großbritannien angesehen wird. Berücksichtigung fanden Werke, deren Veröffentlichung zwischen dem 31. Mai und dem 1. Juni des Folgejahres erfolgte. Dieser Bewertungszeitraum gilt bis heute. Die erste Preisverleihung fand am 10. Juli 1919 statt. Erster Preisträger war der 27-jährige Edward Shanks. Die Auszeichnung für sein Werk The Queen of China erhielt er aus den Händen von Sir Edmund Gosse.
Ihr Vermögen übertrug Alice Warrender im Jahr 1935 einer Stiftung, der Miss Alice Warrender Foundation for Hawthornden Prize, heute Hawthornden Foundation genannt, die neben dem Literaturpreis Einzelpersonen unter anderem Darlehen, Stipendien und Pensionen gewährt. Bis Mitte der 1980er Jahre konnten mit dem Hawthornden-Preis nur Autoren bis zur Vollendung des 41. Lebensjahrs ausgezeichnet werden. Das Preisgeld beträgt 15.000 £. Bisherige Preisträger sind von der Shortlist ausgeschlossen.
Der Hawthornden-Preis wird im Gegensatz zu anderen Literaturpreisen nicht auf Grundlage von Anträgen, Bewerbungen oder Empfehlungen vergeben. Eine Jury, bestehend aus Schriftstellern, Journalisten, Wissenschaftlern und Professoren verschiedener Universitäten, entscheidet über den Gewinner. Die Verleihung erfolgt in der Regel jährlich, meist im Juni oder Juli in der London Library. Die Vergabe kann unter anderem ausgesetzt werden, wenn das Komitee keine der in den letzten zwölf Monaten veröffentlichten imaginativen Literatur für auszeichnungswürdig befindet. In der Vergangenheit war hierbei zudem die erwähnte Altersgrenze zu beachten. Bisher wurde 23 Mal kein Preisträger bestimmt (Stand 2024).
Trotz der im Vergleich zu anderen Literaturpreisen satzungsgemäß geringen Dotation gilt der Hawthornden-Preis in Schriftstellerkreisen aufgrund seiner Hürden und politischen Unabhängigkeit als äußerst prestigeträchtig. Nicht selten verhalf erst die Auszeichnung den Gewinnern zum literarischen Durchbruch. Dementsprechend wird die Preisträgerliste oft als „who is who“ der britischen Literatur der letzten hundert Jahre betrachtet.

## Liste der Preisträger
| Jahr | Gewinner            | Werk                                                                    |
| ---- | ------------------- | ----------------------------------------------------------------------- |
| 2024 | Samantha Harvey     | Orbital                                                                 |
| 2023 | Moses McKenzie      | An Olive Grove in Ends                                                  |
| 2022 | Ian Duhig           | New and Selected Poems                                                  |
| 2021 | nicht vergeben      | nicht vergeben                                                          |
| 2020 | John McCullough     | Reckless Paper Birds                                                    |
| 2019 | Sue Prideaux        | I Am Dynamite! A Life of Friedrich Nietzsche                            |
| 2018 | Jenny Uglow         | Mr Lear                                                                 |
| 2017 | Graham Swift        | Mothering Sunday                                                        |
| 2016 | Tessa Hadley        | The Past                                                                |
| 2015 | Colm Tóibín         | Nora Webster                                                            |
| 2014 | Emily Berry         | Dear Boy                                                                |
| 2013 | Jamie McKentrick    | Out there                                                               |
| 2012 | Ali Smith           | There but for the                                                       |
| 2011 | Candida McWilliam   | What to look for in Winter                                              |
| 2010 | Alice Oswald        | A sleepwalk on the Severn                                               |
| 2009 | Patrick French      | The World Is What It Is: The Authorized Biography of V. S. Naipaul      |
| 2008 | Nicola Barker       | Darkmans                                                                |
| 2007 | M. J. Hyland        | Carry Me Down                                                           |
| 2006 | Alexander Masters   | Stuart: A Life Backwards                                                |
| 2005 | Justin Cartwright   | The Promise of Happiness                                                |
| 2004 | Jonathan Bate       | John Clare: A Biography                                                 |
| 2003 | William Fiennes     | The Snow Geese                                                          |
| 2002 | Eamon Duffy         | The Voices of Morebath: Reformation and Rebellion in an English Village |
| 2001 | Helen Simpson       | Hey Yeah Right Get a Life                                               |
| 2000 | Michael Longley     | The Weather in Japan                                                    |
| 1999 | Antony Beevor       | Stalingrad                                                              |
| 1998 | Charles Nicholl     | Somebody Else: Arthur Rimbaud in Africa, 1880-91                        |
| 1997 | John Lanchester     | The Debt to Pleasure                                                    |
| 1996 | Hilary Mantel       | An Experiment in Love                                                   |
| 1995 | James Michie        | The Collected Poems                                                     |
| 1994 | Tim Pears           | In the Place of Fallen Leaves                                           |
| 1993 | Andrew Barrow       | The Tap Dancer                                                          |
| 1992 | Ferdinand Mount     | Of Love and Asthma                                                      |
| 1991 | Claire Tomalin      | The Invisible Woman: The Story of Nelly Ternan and Charles Dickens      |
| 1990 | Kit Wright          | Short Afternoons                                                        |
| 1989 | Alan Bennett        | Talking Heads                                                           |
| 1988 | Colin Thubron       | Behind the Wall: A Journey through China                                |
| 1987 | nicht vergeben      | nicht vergeben                                                          |
| 1986 | nicht vergeben      | nicht vergeben                                                          |
| 1985 | nicht vergeben      | nicht vergeben                                                          |
| 1984 | nicht vergeben      | nicht vergeben                                                          |
| 1983 | Jonathan Keates     | Allegro Postillions                                                     |
| 1982 | Timothy Mo          | Sour Sweet                                                              |
| 1981 | Douglas Dunn        | St. Kilda's Parliament                                                  |
| 1980 | Christopher Reid    | Arcadia                                                                 |
| 1979 | P. S. Rushforth     | Kindergarten                                                            |
| 1978 | David Cook          | Walter                                                                  |
| 1977 | Bruce Chatwin       | In Patagonia                                                            |
| 1976 | Robert Nye          | Falstaff                                                                |
| 1975 | David Lodge         | Changing Places                                                         |
| 1974 | Oliver Sacks        | Awakenings                                                              |
| 1973 | nicht vergeben      | nicht vergeben                                                          |
| 1972 | nicht vergeben      | nicht vergeben                                                          |
| 1971 | nicht vergeben      | nicht vergeben                                                          |
| 1970 | Piers Paul Read     | Monk Dawson                                                             |
| 1969 | Geoffrey Hill       | King Log                                                                |
| 1968 | Michael Levey       | Early Renaissance                                                       |
| 1967 | Michael Frayn       | The Russian Interpreter                                                 |
| 1966 | nicht vergeben      | nicht vergeben                                                          |
| 1965 | William Trevor      | The Old Boys                                                            |
| 1964 | V. S. Naipaul       | Mr. Stone and the Knights Companion                                     |
| 1963 | Alistair Horne      | The Price of Glory: Verdun 1916                                         |
| 1962 | Robert Shaw         | The Sun Doctor                                                          |
| 1961 | Ted Hughes          | Lupercal                                                                |
| 1960 | Alan Sillitoe       | The Loneliness of the Long Distance Runner                              |
| 1959 | nicht vergeben      | nicht vergeben                                                          |
| 1958 | Dom Moraes          | A Beginning                                                             |
| 1957 | nicht vergeben      | nicht vergeben                                                          |
| 1956 | nicht vergeben      | nicht vergeben                                                          |
| 1955 | nicht vergeben      | nicht vergeben                                                          |
| 1954 | nicht vergeben      | nicht vergeben                                                          |
| 1953 | nicht vergeben      | nicht vergeben                                                          |
| 1952 | nicht vergeben      | nicht vergeben                                                          |
| 1951 | nicht vergeben      | nicht vergeben                                                          |
| 1950 | nicht vergeben      | nicht vergeben                                                          |
| 1949 | nicht vergeben      | nicht vergeben                                                          |
| 1948 | nicht vergeben      | nicht vergeben                                                          |
| 1947 | nicht vergeben      | nicht vergeben                                                          |
| 1946 | nicht vergeben      | nicht vergeben                                                          |
| 1945 | nicht vergeben      | nicht vergeben                                                          |
| 1944 | Martyn Skinner      | Letters to Malaya                                                       |
| 1943 | Sidney Keyes        | The Cruel Solstice and The Iron Laurel                                  |
| 1942 | John Llewellyn Rhys | England is My Village                                                   |
| 1941 | Graham Greene       | The Power and the Glory                                                 |
| 1940 | James Pope-Hennessy | London Fabric                                                           |
| 1939 | Christopher Hassall | Penthesperon                                                            |
| 1938 | David Jones         | In Parenthesis                                                          |
| 1937 | Ruth Pitter         | A Trophy of Arms                                                        |
| 1936 | Evelyn Waugh        | Saint Edmund Campion: Priest and Martyr                                 |
| 1935 | Robert Graves       | I, Claudius                                                             |
| 1934 | James Hilton        | Lost Horizon                                                            |
| 1933 | Vita Sackville-West | Collected Poems                                                         |
| 1932 | Charles Morgan      | The Fountain                                                            |
| 1931 | Kate O’Brien        | Without My Cloak                                                        |
| 1930 | Geoffrey Dennis     | The End of the World                                                    |
| 1929 | David Cecil         | The Stricken Deer: or The Life of Cowper                                |
| 1928 | Siegfried Sassoon   | Memoirs of a Fox-Hunting Man                                            |
| 1927 | Henry Williamson    | Tarka the Otter                                                         |
| 1926 | Vita Sackville-West | The Land                                                                |
| 1925 | Sean O’Casey        | Juno and the Paycock                                                    |
| 1924 | Ralph Hale Mottram  | The Spanish Farm                                                        |
| 1923 | David Garnett       | Lady into Fox                                                           |
| 1922 | Edmund Blunden      | The Shepherd                                                            |
| 1921 | Romer Wilson        | The Death of Society                                                    |
| 1920 | John Freeman        | Poems New and Old                                                       |
| 1919 | Edward Shanks       | The Queen of China                                                      |

## Jurymitglieder (Auswahl)
- Edmund Gosse
- Edward Marsh
- Maurice Hewlett
- Alfred Edward Woodley Mason
- Gilbert Murray
- John Galsworthy
- John Drinkwater
- Walter de la Mare
- Augustine Birrell
- John Buchan, 1. Baron Tweedsmuir
- John Masefield
- John Collings Squire
- Dame Hermione Lee
- Christopher Reid
- Lucy Hughes-Hallett
- Neel Mukherjee
- Alasdair Gray
- Jonathan Bate
- Ian Rankin
- John Casey
- James Howard-Johnston
- George Szirtes